# Eugen Herz
Eugen Herz (* 26. April 1875 in Wien; † 5. Jänner 1944 in Rimsting) war ein österreichischer Industrieller.
1902 bis 1906 war er als Konsulent bei der Wiener Handelskammer, dann bei der Prager Eisenindustrie-Gesellschaft, deren Generaldirektor Wilhelm Kestranek ihn förderte. Ab 1914 war Herz in der Österreichisch-Alpine Montangesellschaft tätig, 1915 wurde er dort kommerzieller Direktor, ab 1928 leitender Direktor. Herz erwarb sich Verdienste um die Neuorganisation des Unternehmens nach dem Ersten Weltkrieg sowie als Repräsentant der österreichischen Eisenindustrie bei internationalen Verbänden. Zu seinen Funktionen zählten jene des Vizepräsidenten der Wiener Handelskammer (1930–33), er war außerdem Zensor der Oesterreichischen Nationalbank und Präsident des österreichischen Industriellenverbands.
Verheiratet war Herz mit Ida, geborene Kestranek, einer Schwester von Wilhelm Kestranek. Beider Sohn Stefan nannte sich deshalb Herz-Kestranek. Enkel ist der Schauspieler und Autor Miguel Herz-Kestranek.

## Weblink
- Wolfgangsee: Die Familien Kestranek, Herz und Jehle (Auszug)

| Personendaten    | Personendaten                  |
| ---------------- | ------------------------------ |
| NAME             | Herz, Eugen                    |
| KURZBESCHREIBUNG | österreichischer Industrieller |
| GEBURTSDATUM     | 26. April 1875                 |
| GEBURTSORT       | Wien                           |
| STERBEDATUM      | 5. Januar 1944                 |
| STERBEORT        | Rimsting                       |